# Ustrój polityczny Czech
Czechy są republiką parlamentarną, z trójpodziałem władz i równowagą tychże sił. Władzę legislacyjną posiada dwuizbowy parlament, wykonawczą – prezydent i rząd, a władzę sądowniczą – niezawisłe sądy. Obecnie w Czechach obowiązuje Konstytucja Republiki Czeskiej z 16 grudnia 1992 roku, która weszła w życie 1 stycznia 1993.

## Parlament
W Czechach istnieje system zwany bikameralizmem – oznacza to, że tamtejszy parlament złożony jest z dwóch izb. Składa się on z:
- Izby Poselskiej (czes. Poslanecká sněmovna) – izba niższa, składająca się z 200 posłów, wybieranych na kadencję 4-letnią, wyłanianych za pomocą systemu proporcjonalnego, metodą przeliczania głosów jest metoda d'Hondt'a.
- Senatu (czes. Senát) – izba wyższa, składająca się z 81 senatorów, wybieranych na 6 lat, skład izby odnawiany co 2 lata w 1/3, wyłanianych w wyborach większościowych.

Prawo do głosowania w wyborach parlamentarnych (prawo wyborcze czynne) ma każdy obywatel czeski, który ukończył 18 lat.   Prawo do kandydowania do parlamentu (prawo wyborcze bierne) ma każdy obywatel czeski, który ukończył 21 lat (do Izby Poselskiej) i 40 lat (do Senatu).
Izba Poselska może być rozwiązana przez prezydenta w kilku przypadkach:
- gdy czas zawieszenia jej sesji przekracza konstytucyjne granice lub gdy w inny sposób doprowadzi ona do zablokowania swej działalności,
- gdy nie wyrazi ona zaufania takiemu nowo powołanemu rządowi, na czele którego stoi kandydat na premiera mianowany na wniosek przewodniczącego Izby,
- gdy w ciągu 3 miesięcy nie ustosunkuje się do projektu ustawy, z którym rząd związał kwestię zaufania.

Senat posiada ciekawą kompetencję – może, na wniosek rządu, wydawać dekrety z mocą ustawy w sprawach pilnych (wymagających ustawy), z wyjątkiem regulacji dotyczących budżetu, konstytucji, zamknięcia rachunków państwowych, ordynacji wyborczej i określonych umów międzynarodowych. Dekrety te muszą być następnie zatwierdzone przez Izbę Poselską (na następnym posiedzeniu tejże).

### Partie polityczne reprezentowane w Izbie Poselskiej
- Obywatelska Partia Demokratyczna (Občanská demokratická strana, ODS, konserwatywno-liberalna),
- Czeska Partia Socjaldemokratyczna (Česká strana sociálně demokratická, ČSSD),
- ANO 2011 (Akce nespokojených občanů, populistyczna)
- Czeska Partia Piratów ( Česká pirátská strana, liberalna)
- Wolność i Demokracja Bezpośrednia ( Svoboda a přímá demokracie, prawicowo-populistyczna)
- TOP 09 (Tradice Odpovědnost Prosperita 09, konserwatywno-liberalna)
- Unia Chrześcijańska i Demokratyczna – Czechosłowacka Partia Ludowa (Krest'anská a demokratické unie - Československá strana lidova, KDU-ČSL)
- Burmistrzowie i Niezależni (Starostové a nezávislí, STAN, liberalna)
- Komunistyczna Partia Czech i Moraw (Komunistická strana Čech a Moravy, KSČM)

## Prezydent
Prezydent Czech określany jest w konstytucji jako jeden z elementów władzy wykonawczej (egzekutywy), ale tak naprawdę wykonuje funkcje prezydenta – arbitra (nie ma zbyt dużych możliwości). Od 2012 roku Prezydent wybierany jest w wyborach powszechnych (wcześniej wybierany był przez parlament). Jego kadencja wynosi 5 lat.

Czeski proporzec prezydencki

Prezydent nie jest politycznie odpowiedzialny, ponosi za to konstytucyjną odpowiedzialność za zdradę stanu. Orzeka w tej sprawie Sąd Konstytucyjny, na podstawie oskarżenia Senatu. Powołuje i odwołuje rząd, także poszczególnych członków rządu, ale do tego potrzebny jest wniosek premiera. Prezydent nie może faktycznie powołać na stanowisko premiera kogoś, kto nie ma poparcia w Izbie Poselskiej.
Reprezentuje państwo na zewnątrz, ratyfikuje umowy międzynarodowe (za zgodą parlamentu), jest naczelnym dowódcą sił zbrojnych. Prócz uprawnień wobec parlamentu i rządu, powołuje sędziów Sądu Konstytucyjnego, obsadza stanowiska jego przewodniczącego i wiceprzewodniczącego oraz analogiczne stanowiska w Sądzie Najwyższym, mianuje przewodniczącego i wiceprzewodniczącego Najwyższego Urzędu Kontroli oraz członków Rady Narodowego Banku Czeskiego (czes. Česká Národní Banka).
| # | Imię i nazwisko                    | Portret | Kadencja                        | Partia Polityczna |
| - | ---------------------------------- | ------- | ------------------------------- | ----------------- |
| ~ | Václav Klaus i Milan Uhde          |         | 1 stycznia 1993 - 2 lutego 1993 | ODS               |
| 1 | Václav Havel                       |         | 2 lutego 1993 - 2 lutego 2003   | Bezpartyjny       |
| ~ | Vladimír Špidla i Lubomír Zaorálek |         | 2 lutego 2003 – 7 marca 2003    | ČSSD              |
| 2 | Václav Klaus                       |         | 7 marca 2003 - 7 marca 2013     | ODS               |
| 3 | Miloš Zeman                        |         | 8 marca 2013 - 8 marca 2023     | SPO               |
| 4 | Petr Pavel                         |         | 9 marca 2023 - nadal            | Bezpartyjny       |

## Rząd

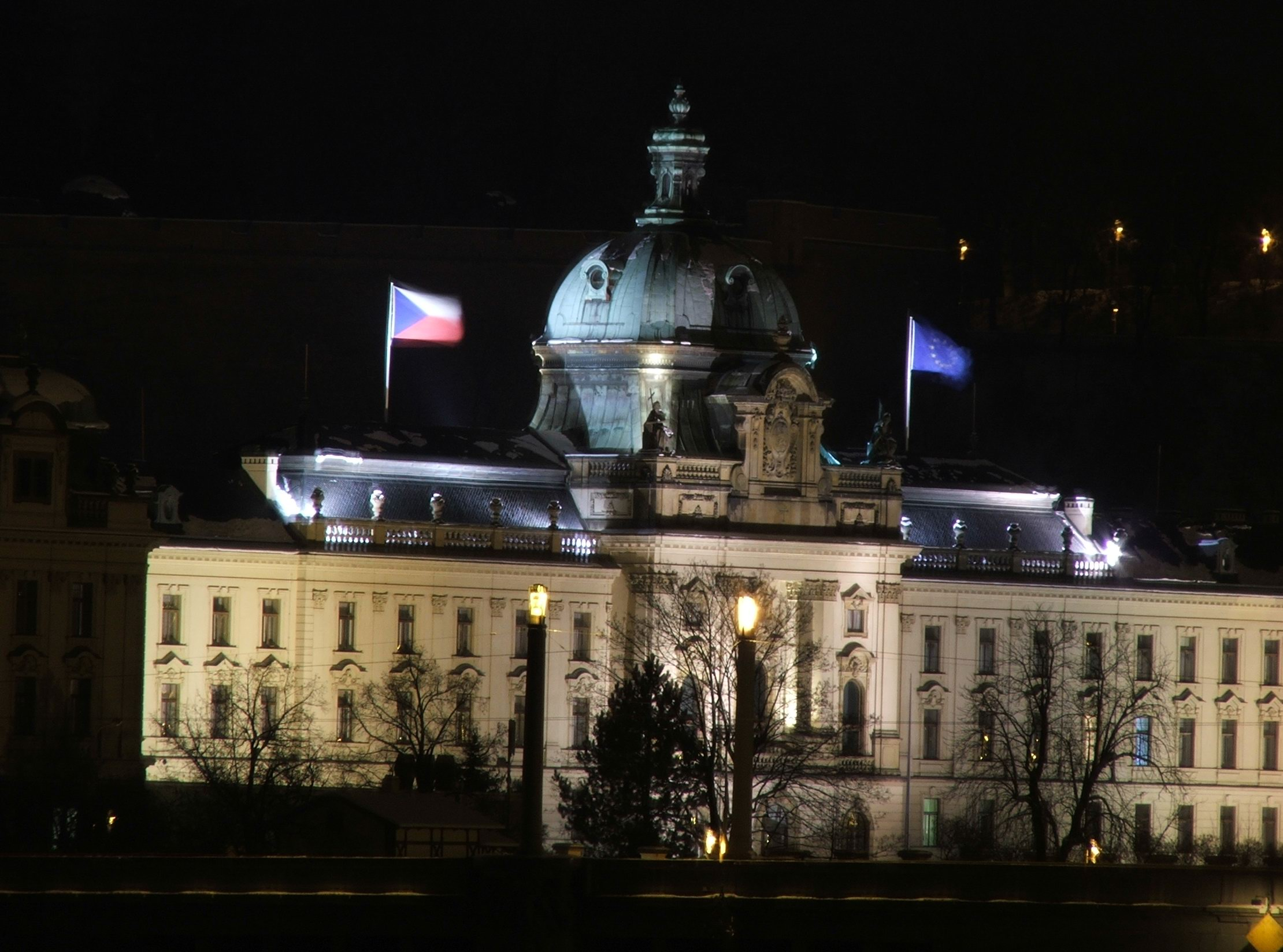
Strakova akademie w Pradze

Rząd (czes. Vláda) jest naczelnym organem władzy wykonawczej. Koordynuje i organizuje działalność poszczególnych ministerstw oraz urzędów administracji publicznej. Wyłącznie rządowi przysługuje prawo zgłaszania projektu ustawy o budżecie państwa i zamknięciu rachunków państwowych. Rząd tworzony jest w trzech etapach : prezydent desygnuje premiera, premier formuje koalicję rządową, na wniosek premiera prezydent mianuje pozostałych członków rządu. Natomiast jeżeli kandydat prezydenta dwukrotnie nie uzyska wotum zaufania, to trzeci raz kandydata na stanowisko premiera proponuje przewodniczący Izby Poselskiej. Charakterystyczne cechy Rządu czeskiego: Rząd odpowiada przed Izbą Poselską solidarnie, brak odpowiedzialności konstytucyjnej członków rządu, w określonych przypadkach rząd zastępuje prezydenta, brak zasady incompatibilitas.
Premierzy Czech:
- lata 1939–1945 (Protektorat Czech i Moraw)

1. Rudolf Beran: 15 marca 1939 - 27 kwietnia 1939
2. Alois Eliáš: 27 kwietnia 1939 - 29 września 1941
3. Jaroslav Krejči: 19 stycznia 1942 - 19 stycznia 1945
4. Richarda Bienert: 19 stycznia 1945 - 5 maja 1945

- lata 1969-1992 (Czeska Republika Socjalistyczna wchodząca w skład Czechosłowacji):

1. Stanislav Rázl: 8 stycznia – 29 września 1969
2. Josef Kempný: 29 września 1969 – 28 stycznia 1970
3. Josef Korčák: 28 stycznia 1970 – 20 marca 1987
4. Ladislav Adamec: 20 marca 1987 – 12 października 1988
5. František Pitra: 12 października 1988 – 6 lutego 1990
6. Petr Pithart: 6 stycznia 1990 – 2 lipca 1992
7. Václav Klaus: 2 lipca 1992 – 31 grudnia 1992

- od 1993 roku

1. Václav Klaus: 1 stycznia 1993 – 17 grudnia 1997
2. Josef Tošovský: 17 grudnia 1997 – 17 lipca 1998
3. Miloš Zeman: 17 lipca 1998 – 12 lipca 2002
4. Vladimír Špidla: 12 lipca 2002 – 19 lipca 2004
5. Stanislav Gross: 19 lipca 2004 – 25 kwietnia 2005
6. Jiří Paroubek: 25 kwietnia 2005 – 4 września 2006
7. Mirek Topolánek: 4 września 2006 – 8 maja 2009
8. Jan Fischer: 8 maja 2009 – 13 lipca 2010
9. Petr Nečas: 13 lipca 2010 – 10 lipca 2013
10. Jiří Rusnok: 10 lipca 2013 – 29 stycznia 2014
11. Bohuslav Sobotka: 29 stycznia 2014 – 13 grudnia 2017
12. Andrej Babiš: 13 grudnia 2017 – 28 listopada 2021
13. Petr Fiala: od 28 listopada 2021

Lista resortów:
- Ministerstwo Transportu Czech (Ministerstvo Dopravy České Republiky)
- Ministerstwo Finansów Czech (Ministerstvo Financí České Republiky)
- Ministerstwo Kultury Czech (Ministerstvo Kultury České Republiky)
- Ministerstwo Obrony Czech (Ministerstvo Obrany České Republiky)
- Ministerstwo Pracy i Spraw Socjalnych Czech (Ministerstvo Práce a Sociálních Věcí České Republiky)
- Ministerstwo Przemysłu i Handlu Czech (Ministerstvo Průmyslu a Obchodu České Republiky)
- Ministerstwo Sprawiedliwości Czech (Ministerstvo Spravedlnosti České Republiky)
- Ministerstwo Szkolnictwa, Młodzieży i Sportu Czech (Ministerstvo Školství, Mládeže a Tělovýchovy České Republiky)
- Ministerstwo Spraw Wewnętrznych Czech (Ministerstvo Vnitra České Republiky)
- Ministerstwo Spraw Zagranicznych Czech (Ministerstvo Zahraničních Věcí České Republiky)
- Ministerstwo Zdrowia Czech (Ministerstvo Zdravotnictví České Republiky)
- Ministerstwo Rolnictwa Czech (Ministerstvo Zemědělství České Republiky)
- Ministerstwo Środowiska Czech (Ministerstvo Životního Prostředí České Republiky)
- Ministerstwo Rozwoju Regionalnego Czech (Ministerstvo Pro Místní Rozvoj České Republiky)
- Rada ds. Badań Naukowych, Rozwoju i Innowacji Czech (Rada pro Vědu, Výzkum a Inovace České Republiky)
- Ministerstwo ds. Praw Człowieka i Równouprawnienia Czech (Ministerstvo pro Lidská Práva a Rovné Příležitosti České Republiky)
- Rada Legislacyjna Rządu Czech (Legislativní rady vlády České Republiky)

## Sąd Konstytucyjny
Ciało to orzeka o zgodności w ramach systemu źródeł prawa, przepisów niższych z wyższymi. Przepisy niezgodne uchyla. Ponadto rozstrzyga szereg innych sporów, w tym kompetencyjnych (między organami państwa) i rozpatruje skargi np. na naruszenie praw konstytucyjnych obywateli lub praw samorządów, partii politycznych, a także skargi prezydenta na ewentualną uchwałę parlamentu stwierdzającą niemożność pełnienia przez prezydenta jego urzędu. Dodatkowo orzeka (na wniosek Senatu) o popełnieniu przez prezydenta zdrady stanu. W skład Sądu Konstytucyjnego wchodzi 15 sędziów mianowanych przez prezydenta za zgodą Senatu. Na sędziego mianowany może być obywatel z wyższym wykształceniem prawniczym, z prawem wyboru do Senatu, który przepracował 10 lat w zawodzie.